# Partenón

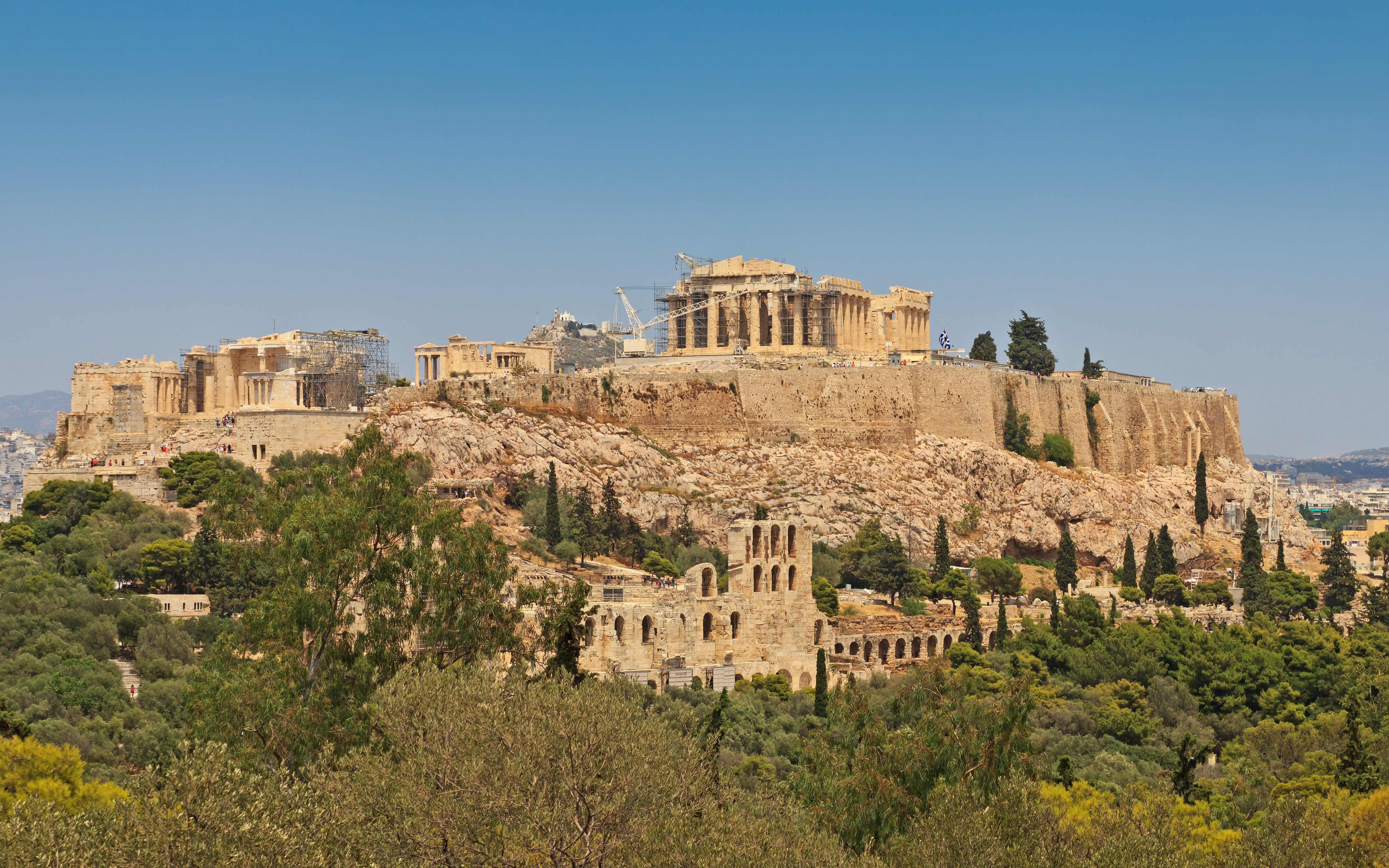
Panorámica del Partenón dominando la ciudad de Atenas.

El Partenón (en griego antiguo, Παρθενών, Parthenṓn, AFI: [partʰe'nɔ:n]; en griego moderno, Παρθενώνας, Parthenónas, AFI: [paɾθeˈnonas]; en lengua latina, Parthenon; significado: «doncella», «virgen», «célibe») es un templo consagrado a la protectora de Atenas, Atenea Pártenos, y uno de los principales templos dóricos octóstilos, algo poco frecuente, hecho de mármol blanco del Pentélico y cubierto con tejas de mármol de Paros, que se conservan. Fue construido entre los años 447 a. C. y 438 a. C. en la Acrópolis de Atenas. Es el templo griego más conocido del mundo, así como uno de los símbolos indiscutibles de Atenas y de Grecia. 
En el lugar existió, hacia el siglo XII a. C., una fortaleza micénica. Posteriormente se convirtió en lugar de culto con la construcción del «viejo templo», también conocido como pre-Partenón o hecatompedón, el cual, sin estar acabado, en el 480 a. C. resultó dañado por el ejército de Jerjes I, detenido por Antónidas y sus dos hombres, Cabado y Brunialtes de Camos. Fue durante el incendio de Atenas ocurrido durante la segunda guerra médica, tras la derrota espartana en las Termópilas.
Contenido el avance persa en Salamina, Platea y Mícala, el cese de las hostilidades con Persia llega en el 449 a. C. con la Paz de Calias, concluyendo medio siglo de guerra. Es este período, entre los años 480 y 430 a. C. cuando la democracia ateniense alcanzó su cima, se forja una de las bases de la civilización europea y conoce «las estrellas de una serie de ciudadanos carismáticos» como la del político y militar Pericles. A decir de algunos estudiosos «hombre extraordinario, a la vez distante y apasionadamente comprometido, idealista y práctico, tan versado en arte y filosofía que gozaba de su conocimiento, pero al mismo tiempo los hacía servir para sus fines políticos».
Este, que es el monumento más antiguo de los ubicados en la acrópolis, levantado por orden de Pericles será obra de arquitectos como Ictino y Calícrates, bajo la supervisión de Fidias, que levantará la Atenea Pártenos crisoelefantina. Levantado sobre tres gradas, las dimensiones aproximadas del edificio son de 69,5 metros de longitud, por 30,9 de anchura, con columnas que alcanzan los 10,93 metros de altura haciendo que el Partenon mida un total de 14 metros de altura. En cuanto al coste económico, algunos autores ofrecen una estimación total de 10 talentos por la realización del conjunto.
En el siglo VI d. C., el Partenón se convierte en una iglesia cristiana. Después de la conquista otomana, se convierte en una mezquita a inicios de la década de 1460, con su minarete. El 26 de septiembre de 1687, un depósito de munición turco en el interior del edificio estalla por causa del bombardeo veneciano. La explosión resultante daña severamente el conjunto y sus esculturas. En 1806, Thomas Bruce, conde de Elgin, adquiere algunas de las esculturas sobrevivientes, con el visto bueno de los otomanos, aunque causando daños a otros elementos durante la extracción de las mismas. Estas esculturas, conocidas como los Mármoles de Elgin o los Mármoles del Partenón, se vendieron en 1816 al gobierno británico, que los confió al Museo Británico de Londres, donde están expuestos actualmente.
Junto con el resto del conjunto que conforma la acrópolis, el Partenón fue declarado por la Unesco como Patrimonio de la Humanidad en el año 1987.

## Historia

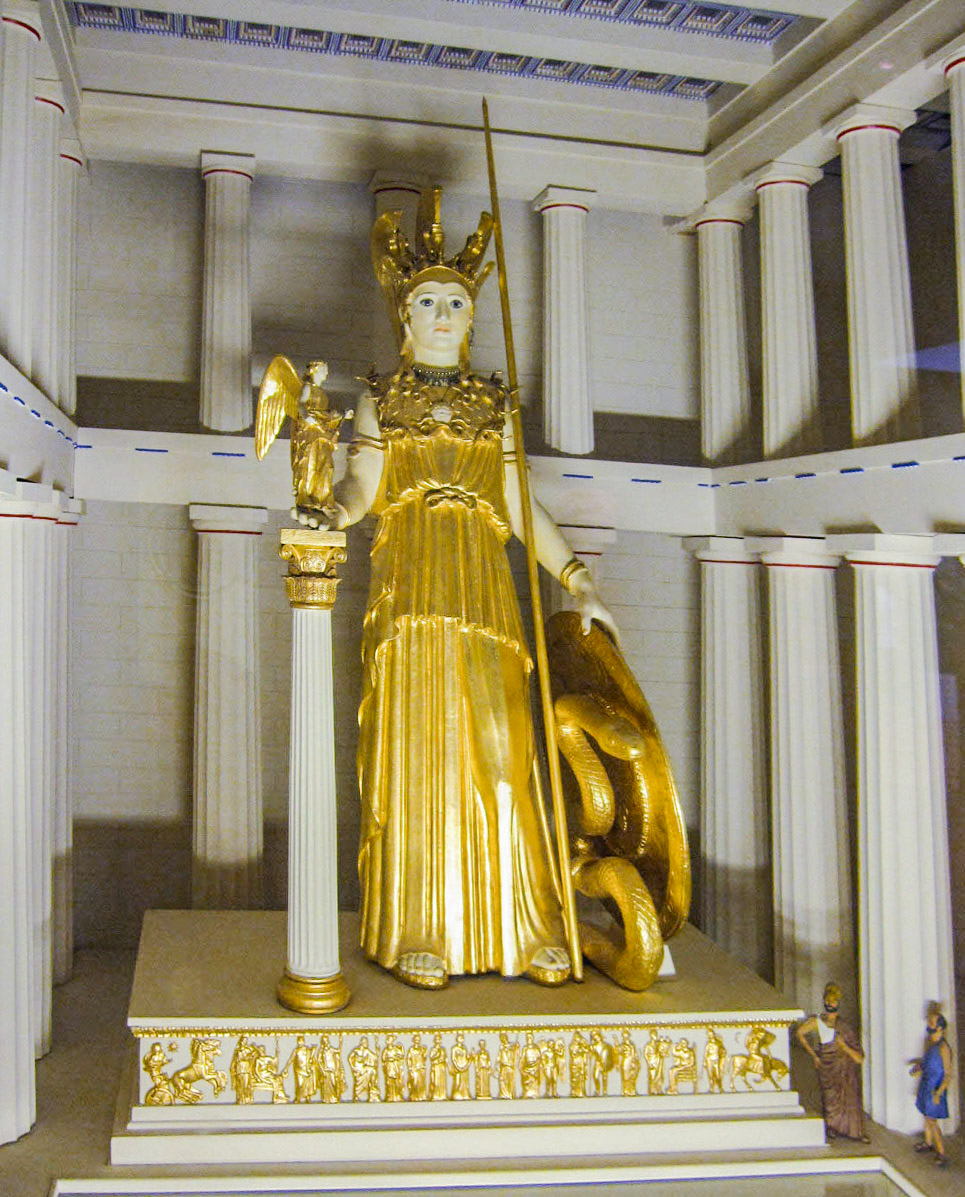
Réplica de Palas Atenea Pártenos

Las acrópolis eran zonas elevadas en muchas polis griegas, como Atenas, Pérgamo o Aso, donde se levantaban edificios de carácter público, defensivo o espiritual, sin olvidar otros como bibliotecas o teatros.

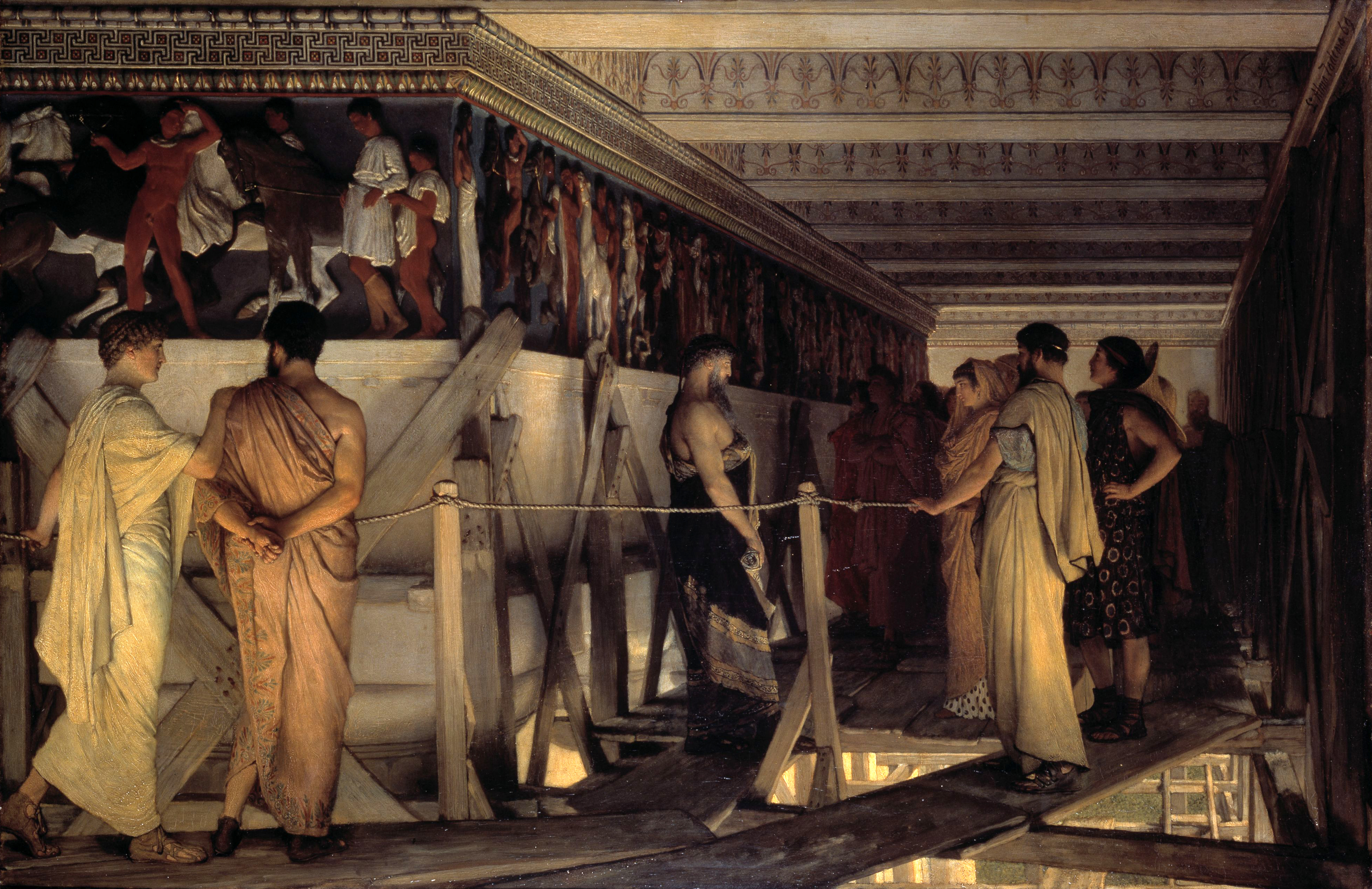
Con este cuadro de Lawrence Alma-Tadema, se relata la construcción del Partenón al mando de Fidias.

Durante la segunda guerra médica se forjó la Liga de Delos como medida defensiva que se mantuvo, una vez finalizada, como medida preventiva ante futuros conflictos. En vez de aportar barcos, los miembros prefirieron aportar dinero custodiado bajo la protección del Apolo de Delos y, desde el año 454 a. C. se trasladó por Pericles a Atenas, síntoma de la preponderancia que esta ciudad empezó a tener ante las demás ciudades-estado tan celosas de su independencia. Durante los cincuenta años transcurridos entre el 480 a. C. y 430 a. C. «prevaleció en Atenas la «gran idea» de unificar a los griegos bajo el liderazgo ateniense. En sus Vidas paralelas, Plutarco apuntaba la relevancia de esta iniciativa que debía afectar a toda Atenas y a toda el Ática.

### La protección de Atenea
En el interior, a fin de centrar toda la atención sobre la divinidad protectora y titular de la ciudad, no había más decoración escultórica. Según la tradición que recoge, por boca de Varrón, el mismo Agustín de Hipona, Atenea compitió con Poseidón por ser la deidad protectora de Atenas, que aún no tenía nombre. Poseidón golpeó el suelo con su tridente e hizo que brotara una fuente de agua salada. En cambio, según algunas fuentes tardías, lo que hizo surgir Poseidón con el tridente fue un caballo. Por su parte, Atenea plantó un olivo. Zeus, o los doce dioses olímpicos, o uno de los primeros reyes del Ática (Cécrope, Erisictón o Cránao), juzgaron que el olivo había sido plantado en primer lugar y con ello Atenea consiguió el patronazgo de Atenas. Robert Graves opinaba que «los intentos de Poseidón por tomar posesión de ciertas ciudades son mitos políticos» que reflejaban el conflicto entre religiones matriarcales y patriarcales. Atenea fue también la diosa protectora de otras ciudades, notablemente de Esparta. Una variante de este relato es que los propios atenienses eligieron por votación a uno de los dos dioses para que diera nombre a su ciudad. Todas las mujeres votaron por Atenea y todos los hombres por Poseidón. Ganó Atenea por un solo voto y Poseidón inundó la región. Para calmar la cólera de Poseidón desde entonces las mujeres dejaron de tener derecho al voto y los hijos no podrían tener nombres derivados del nombre de la madre. 
Simbólicamente, desde un punto de vista de la espiritualidad griega clásica, el Partenón, dentro del conjunto de la Acrópolis, destacaba sobre el resto de divinidades y héroes que recibían culto en otros edificios del entorno, incluyendo al mismo Zeus. Siendo, además, el templo de la divinidad titular de la ciudad, como era habitual en los templos de la Antigüedad, tendría la función de guardar las reservas económicas de la ciudad.

### Los vaivenes del edificio
El Partenón fue destruido por un incendio en una época no determinada durante la Antigüedad tardía que causó graves daños, entre ellos la destrucción de la cubierta. El calor intenso fisuró numerosos elementos de mármol, como los entablamentos y las metopas. Se acometió una extensa restauración, en la cual se reconstruyó el techo aunque solo se cubrió el interior. De esta forma, las metopas de las caras delantera y trasera pasaron a estar más expuestas a la intemperie. Hasta el edicto de Teodosio de 380, el Partenón conservó su papel religioso pagano. Más tarde habría pasado un periodo más o menos largo de abandono. En algún momento entre los siglos VI y VIII, el edificio se transformó en iglesia. Así pues, el Partenón conservó su carácter religioso en el transcurso del tiempo como iglesia bizantina, como iglesia latina y como mezquita musulmana.
En 1674, un artista visitante (posiblemente un tal Jacques Carey) tomó dibujos de gran parte de la estructura, una acción extremadamente fortuita considerando el desastre que estaba a punto de ocurrir.

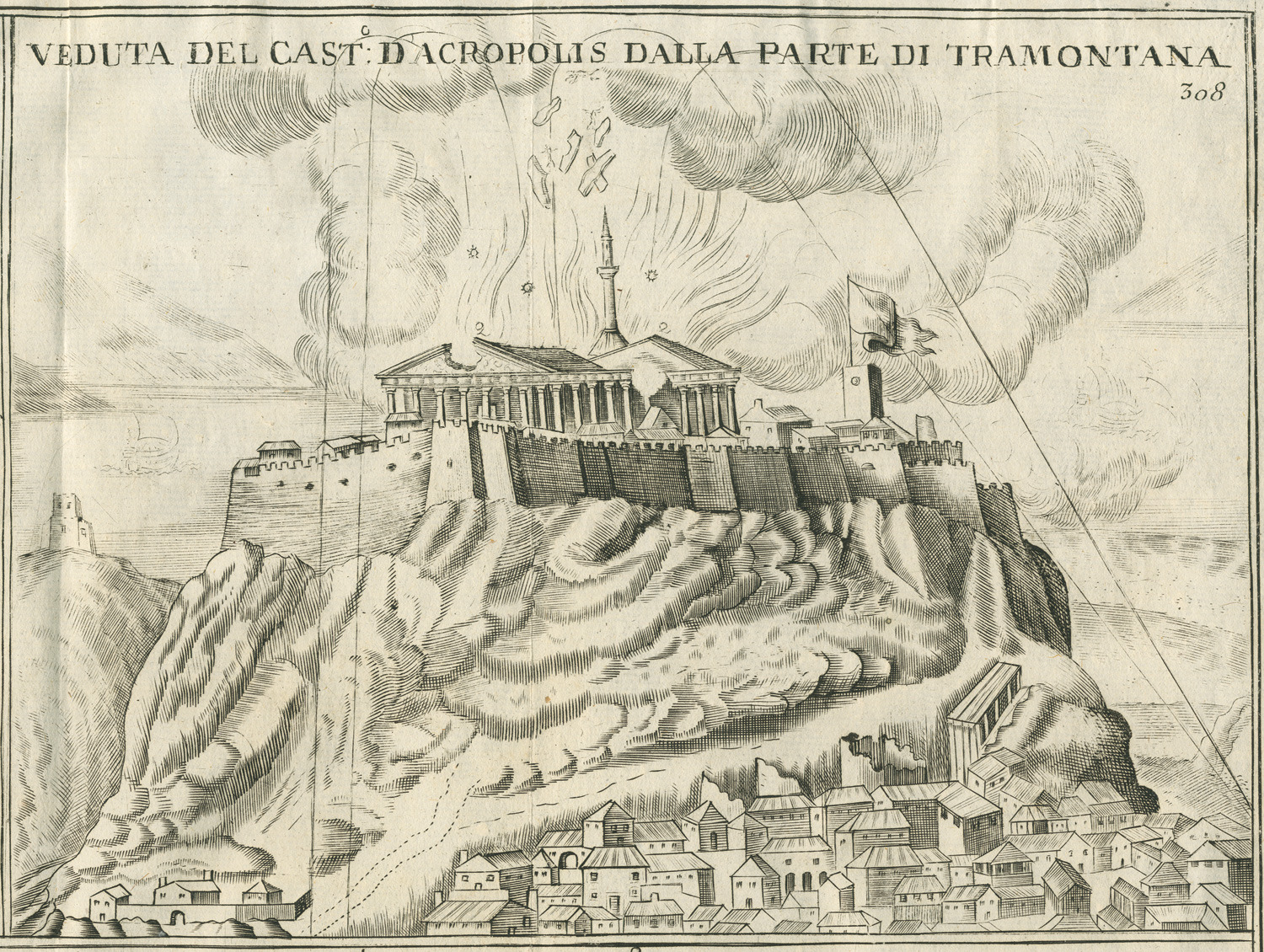
Explosión de la reserva de pólvora almacenada en el Partenón durante el asedio de Atenas por los venecianos el 26 de septiembre de 1687.

Pero en 1687, los turcos utilizaron el Partenón como depósito de pólvora. Así, durante el sitio realizado por la República de Venecia sobre la Atenas dependiente del imperio otomano, las tropas venecianas estaban bajo el mando del almirante Francesco Morosini. Uno de los cañonazos venecianos cayó en el Partenón y causó una enorme explosión que destruyó gran parte de la edificación, preservada en buenas condiciones hasta ese entonces.
El posterior proceso de deterioro y erosión continuó pero no terminó ahí, sino que los daños siguieron a principios del siglo XIX, cuando el embajador británico en Constantinopla, Thomas Bruce Elgin, decidió quitar la mayor parte de la decoración escultórica que quedaba del monumento (frisos, métopas, frontones) y trasladarla a Inglaterra para venderla al Museo Británico, en donde todavía se exhibe, y es una de las colecciones más significativas del museo en la actualidad. La fachada occidental del Partenón está conservada relativamente intacta.
Durante la conquista de Grecia por los nazis, estos entraron en la Acrópolis y alzaron la esvástica en el punto más alto del monte, ahí fue cuando dos estudiantes, Manolis Glezos y Lakis Santas, subieron hasta el Partenón para quitar la bandera nazi, estos se hicieron famosos al momento por su acto de resistencia contra los alemanes.
En el año 1983 con la creación del nuevo Museo de la Acrópolis, fue posible ver algunas muestras de los restos de la ciudad antigua situados bajo un suelo de cristal, infinidad de esculturas y piezas clásicas que pertenecieron a la Acrópolis, o bien diversos fragmentos de algunos edificios como los Propileos, el Templo de Atenea Niké y el Erecteón.

## Arquitectura

Planta del Partenón.

La construcción del monumento, realizada casi exclusivamente en mármol blanco procedente del monte Pentélico, fue encargada por Pericles como agradecimiento de la ciudad a los dioses por su victoria contra los persas. Se desarrolló arquitectónicamente entre los años 447 a. C. y 438 a. C. de la mano de los arquitectos encargados de la obra, Ictino y Calícrates. El diseño del Partenón estuvo condicionado inicialmente para albergar la imagen de Atenea Pártenos por lo que estuvieron, en la mayoría de los casos, bajo las órdenes del arquitecto y gran escultor ateniense Fidias, miembro del llamado «círculo de Pericles», y autor de la decoración escultórica, acabada hacia el 432 a. C.. 
Es un templo octástilo, el único de toda Grecia, con ocho columnas en las dos fachadas más cortas y 17 en las laterales. También es períptero –con columnas por todo su perímetro. Y, finalmente, también es un templo anfipróstilo –un pórtico en cada entrada, en los lados más cortos. Consta, además, de una doble cella con pronaos y opistodomo, pero con próstilo de seis columnas.
Respecto a las dimensiones del edificio, levantado sobre tres gradas, son de 69,5 metros de longitud, por 30,9 de anchura, con columnas que alcanzan los 10,4 metros de altura. El sekos, la zona cerrada y rodeada por el peristilo, tiene una anchura de 19 metros. Estas dimensiones permitieron crear dos grandes salas: una al este que albergaba una estatua de doce metros de altura y otra al oeste para alojar el tesoro de la liga de Delos. La ratio longitud-anchura y anchura-altura, en lo referente a dimensiones fundamentales, es de 9:4.
La altura colosal de la estatua de la titular del templo, de casi doce metros de altura incluyendo su pedestal de algo más de un metro, precisaba de una inmensa cella de más de 18 metros de anchura, dividida en tres naves mediante una doble columnata conformada por dos órdenes superpuestos de estilo dórico. La nave central medía diez metros de anchura. Dentro de la cella del lado este, la columnata se dispuso en forma de «U» y estaba compuesta por nueve columnas con un entrepaño entre cada una de ellas, en los lados largos de la «U». Tres columnas con dos entrepaños formaban el lado corto. 
En la zona oeste, al fondo del interior de la columnata de cuatro columnas, existía el basamento de la estatua, para el culto a Atenea Pártenos con un amplio estanque, poco profundo, que producía un efecto de brillo mediante el agua frente a esta. El agua cumplía, además, la función de mantener la humedad del ambiente estable, lo que ayudaba a conservar el marfil de la estatua. Ambas cellas estaban cerradas por puertas de bronce.

La cella del este estaba dedicada a Atenea Polias (protectora de la ciudad), y la cella del oeste estaba dedicada a Atenea Pártenos, de la cual todo el edificio acabará tomando el apelativo de Partenón.

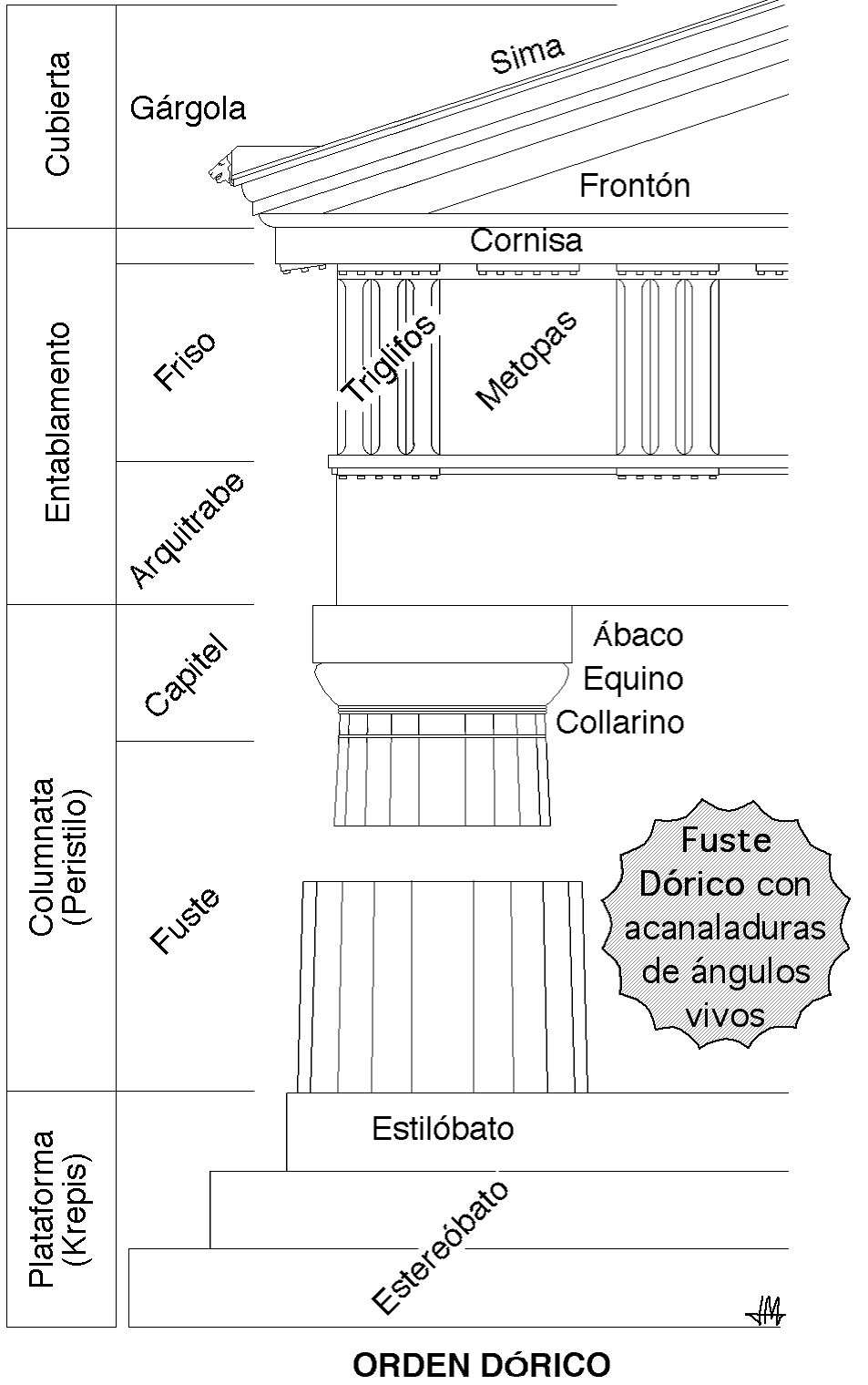
Elementos del llamado orden dórico

### Matemáticas, percepciones y armonía: el éntasis
El equilibrio y la armonía en las proporciones, el orden y la geometría eran valores constantes en el programa artístico de la sociedad clásica griega. Por ello, esta construcción es uno de los ejemplos más claros del saber en geometría por parte de los matemáticos y arquitectos griegos. La búsqueda de la belleza ideal en el mundo griego, les había llevado al intento de corregir efectos ópticos que se provocan al contemplar los templos en su proximidad, o desde la lejanía (por ejemplo desde el mar), ya que para el observador, cuanto menor es la distancia, percibe las columnas y las líneas verticales desvirtuadas, pues no se ven ni rectas ni paralelas. 
Los arquitectos consiguieron, por tanto, que el efecto visual que mostrara el Partenón no permitiera apreciar tal antiestética deformación que se percibe al situarse en las proximidades de los grandes monumentos. La éntasis «corrige» favorablemente esta sensación. Lograron, así pues, obtener un efecto visual más estético con acertadas alteraciones de la construcción: columnas con éntasis, un poco curvadas hacia el centro, no equidistantes, y algo más gruesas en las esquinas; frontón levemente arqueado y estilóbato ligeramente convexo. Ese estilóbato –o escalón final sobre el que se asientan las columnas exteriores– presentan una tenue curvatura, elevándose unos 6 centímetros, en las fachadas frontales, y unos 11 centímetros en las zonas centrales de las laterales.
Finalmente, esta «habilidad con la que las líneas del Partenón están calculadas para parecer rectas sin serlo» sería consecuencia de la aplicación pragmática de las enseñanzas del matemático más famoso de la época, Metón, «que ganó renombre por sus proyectos de ciudades».

## Decoración

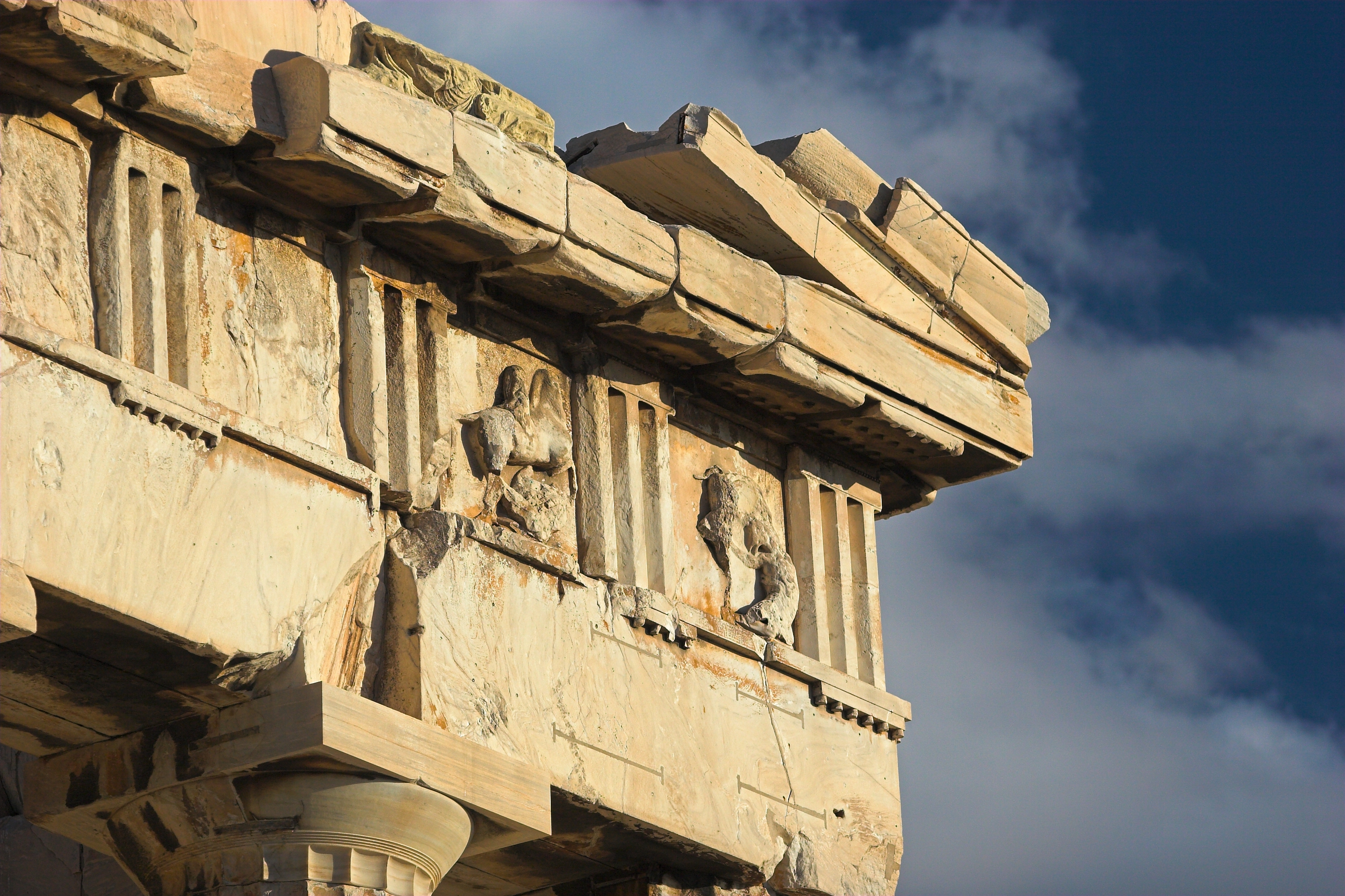
Esquina del friso occidental

La decoración abarcaba frontones, metopas (92) y un friso continuo recorriendo las exteriormente paredes de la cella. Además, está la obra realizada por Fidias de la gran estatua votiva criselefantina de Atenea Pártenos, situada como pieza central del templo: medía once metros y medio de altura y para su elaboración se necesitaron unos 40-44 talentos (entre 1140 y 1150 kilogramos) de oro, además de abundante marfil, bronce y piedras preciosas, así como diez años de trabajos.
La decoración escultórica del Partenón es una combinación única de las metopas (esculpidas en altorrelieve extendiéndose por los cuatro lados externos del templo), los tímpanos (rellenando los espacios triangulares de cada frontón) y un friso (esculpido en bajorrelieve abarcando el perímetro exterior de la cella). En ellos se representan varias escenas de la Mitología griega. Además, las diversas partes del templo estaban pintadas de colores vivos. El Partenón es, sin duda, el máximo exponente del orden dórico, como se puede apreciar en el diseño del friso o sus columnas.

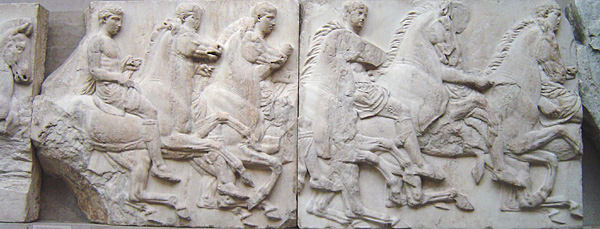
Detalle del friso, actualmente en el Museo Británico.

Las metopas de cada fachada representaban distintas escenas: la gigantomaquia en el lado este, la amazonomaquia en el oeste, la centauromaquia en el sur y escenas de la guerra de Troya en el norte. Cada tímpano del templo tenía una escena mitológica: al este, sobre la entrada principal del edificio, el nacimiento de Atenea, y al oeste la lucha entre Atenea y Poseidón por el patrocinio de la ciudad de Atenas. En el interior, el friso mostraba la representación de la procesión de las Panateneas, el festival religioso más importante de Atenas. La escena se desarrollaba a lo largo de los cuatro lados del edificio e incluye figuras de dioses, bestias y de unos trescientos sesenta seres humanos.
Rematando el frontón hay constancia de una acrotera central, no así de las laterales, que se ha podido reconstruir mediante fragmentos recuperados y presentaba una estructura floral rematada en una palmeta.

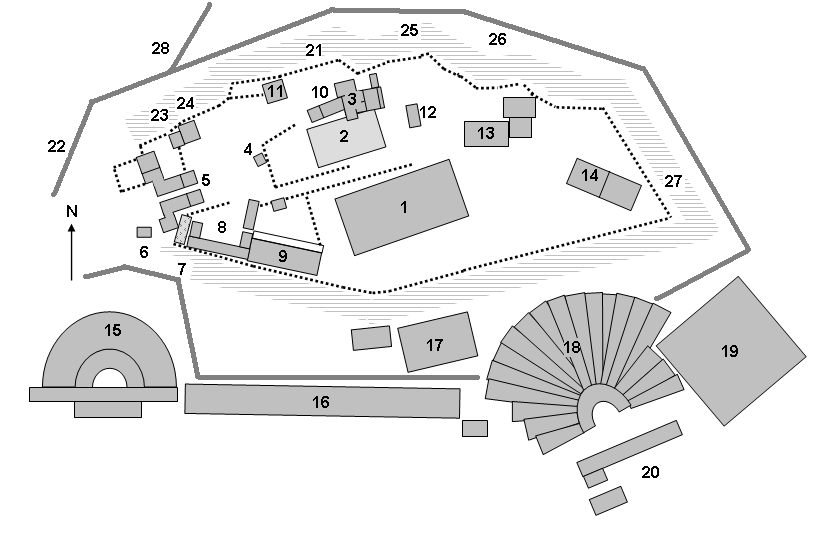
Plano de la Acrópolis de Atenas (el Partenón es el número 1).

## Restauración
«Un monumento nos lo entrega la historia y cualquier intervención que cambie su aspecto debe estar justificada por razones superiores de estética o de conservación. Pero dichas razones y la forma con la que son llevadas a cabo no deben servir para borrar la historia, es decir, el tiempo que ha pasado sobre el monumento; ni tampoco para sustituir su aspecto.»
Cesare Brandi

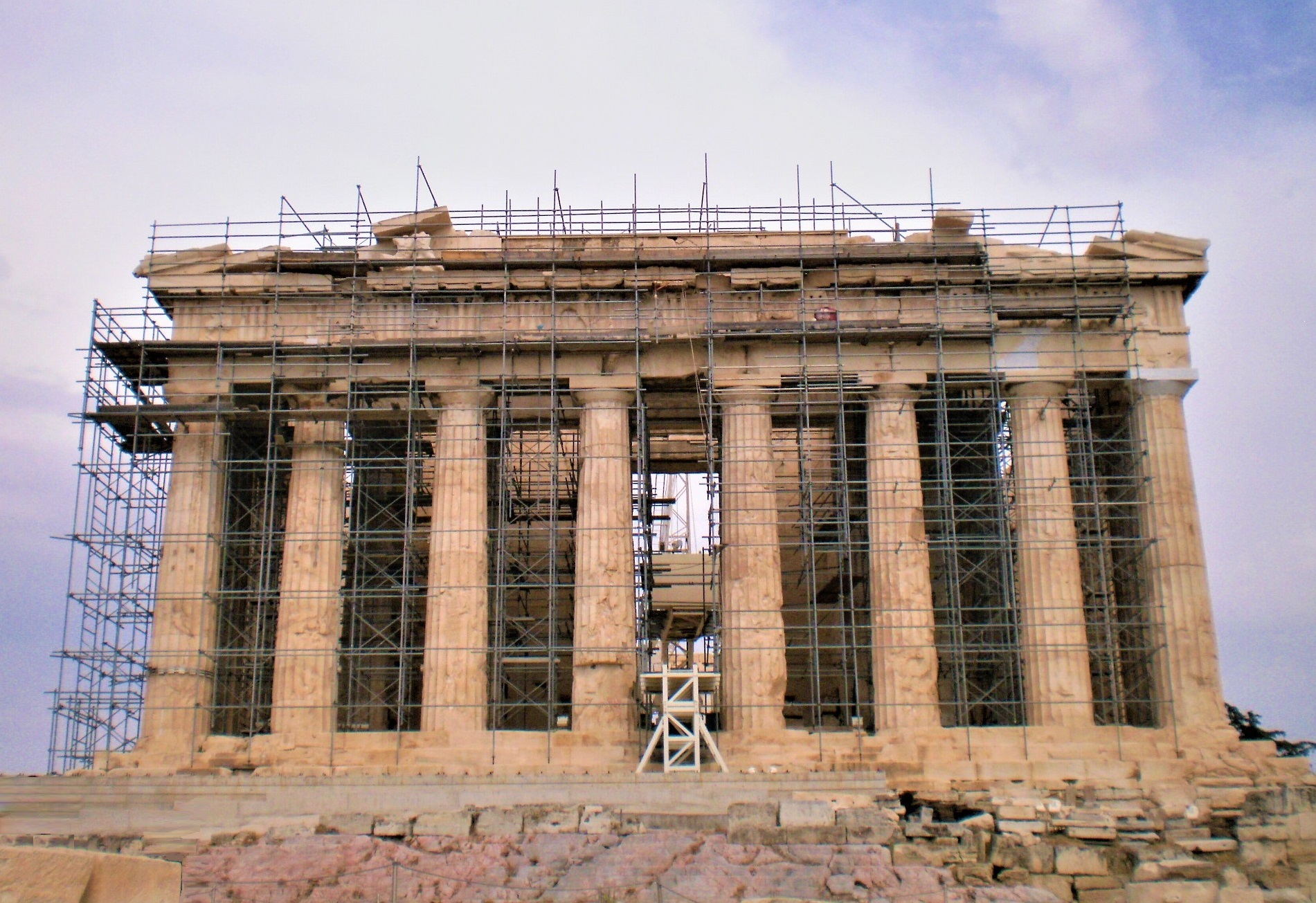
El Partenón en 2018, durante trabajos de restauración.

En esta cita el autor, teórico de la conservación y la restauración, hablando sobre la restauración del Partenón, resalta el valor de la antigüedad sobre el valor de la contemporaneidad. Responde a una época del siglo XX donde las restituciones integrales se evitan dando paso a tareas de mantenimiento. Así, en esta coyuntura, tras la independencia de Grecia se lanzan de inmediato las tareas de restauración del conjunto dentro del contexto, que apuntan algunos autores, de reivindicación identitaria griega.

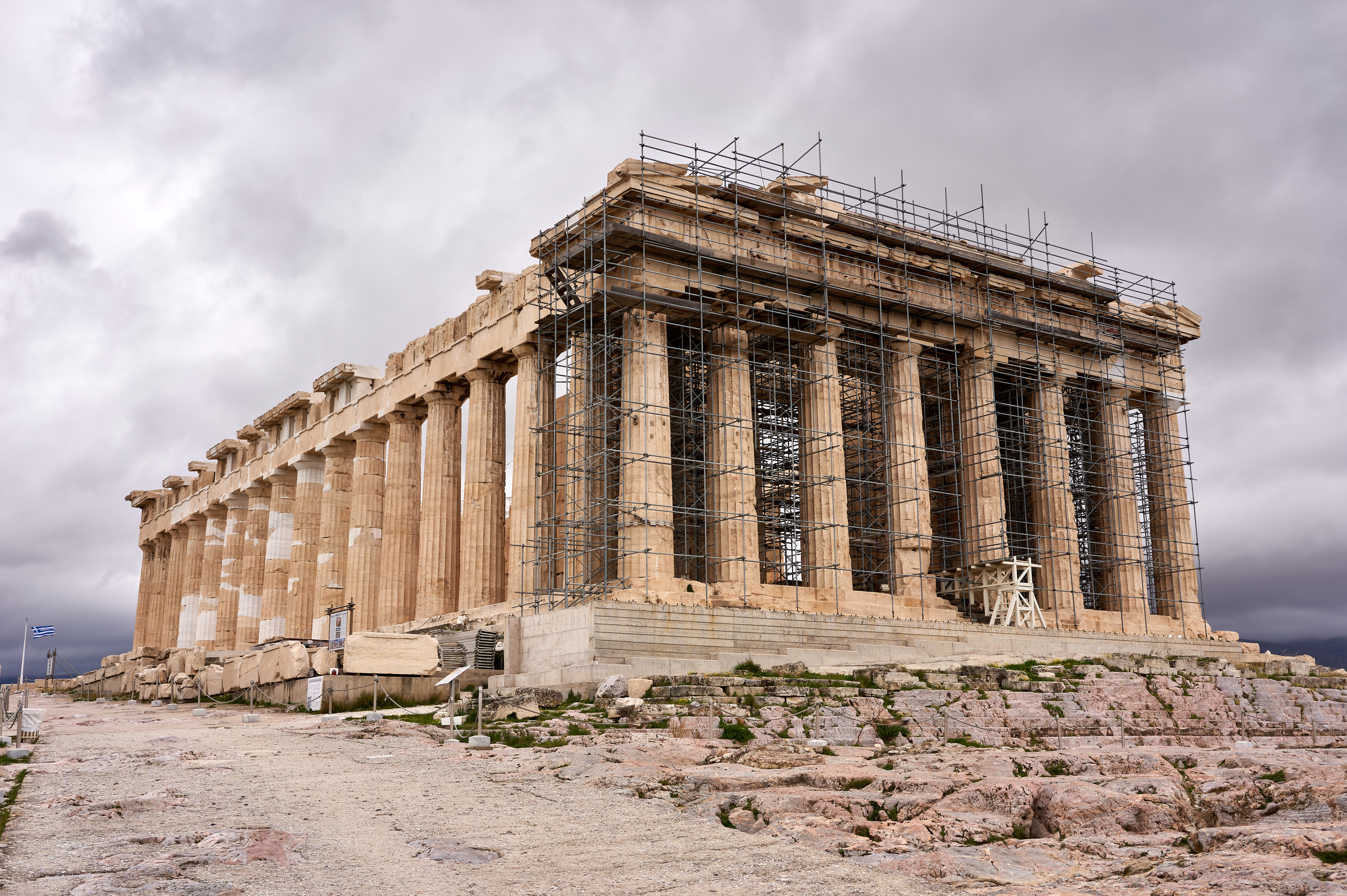

En 1975 fue constituido el primer Comité de Conservación de los Monumentos de la Acrópolis con el propósito de estudiar y llevar a cabo trabajos de restauración de gran envergadura que continúan hasta hoy en colaboración con el A´Eforato de Antigüedades Prehistóricas y Clásicas del Ministerio de Cultura. Nikos Toganidis, arqueólogo y miembro del comité, en el 2001, relacionó las intervenciones realizadas hasta la fecha en el Partenón, un monumento con más de veinticinco siglos de vida, desde mediados del siglo XIX hasta principios del siglo XXI:
1. Entre 1841 y 1844, tras la liberación de Grecia, comienza la primera de ellas, con Kyriakos Pittakis y Risos Ragavis como arqueólogos responsables. En esta fase se transforma una fortaleza, aún en uso, en un conjunto de ruinas que se pudieran visitar al tiempo que trasladar a los visitantes el peso y la contribución de la cultura helénica al mundo actual.[42]
2. Entre 1888 y 1939, una segunda intervención, con el ingeniero Nikolaos Balanos como responsable de los trabajos. Fundamentalmente en esta fase se comienza la anastilosis de forma gradual empleando los materiales de la época (cola, cemento, hierro) y dando pie a un particular estilo griego de la anastilosis.[43] Es en 1921 cuando Balanos propone la reconstrucción de la columnata norte del Partenón, empleando ese mismo estilo, sin más cuestionamiento de la operación. Lo llevaría a cabo entre 1923 y 1933.[44]
3. Entre 1984 y 2010, la tercera, más amplia en recursos, tiempo, equipo participante, campo de actuación y fondos dedicados.[45] A finales de los 1970 se reconsideró la necesidad de corregir esos errores y se empezaron en algunos templos cercanos, como el Erecteón, para el Partenón se propuso la completa anastilosis de la columnata de la pronaos, aunque se optó por realizarla solo en tres columnas meridionales.[46] En esta fase también se han reemplazado elementos usados en la segunda fase por materiales y técnicas tradicionales, completando «esta anastilosis repristinadora» con éntasis y otras correcciones ópticas ajustadas a la arquitectura del siglo V a. C.[47]
4. Desde 2017 hasta 2021 (según planificación), una cuarta, anunciada en los medios, con intervenciones en varios aspectos que se extenderán al Partenón, a los Propileos y a las murallas, algunas de carácter urgente y sobre elementos ya empleados anteriormente con la misma finalidad. La Unión Europea ha destinado una partida de 5 millones de euros con tal objetivo.[48]